# ジョルジュ・ヴェジーナ
ジョルジュ・ベジーナ（フランス語: Georges Vézina、1887年1月21日 - 1926年3月26日）は、カナダ連邦ケベック州シクーティミ出身のプロアイスホッケー選手。ポジションはゴールテンダー。

## 経歴
1910年から1925年までモントリオール・カナディアンズに所属し、ナショナル・ホッケー・アソシエイションで7シーズン及びナショナルホッケーリーグ(NHL)で9シーズンに渡りプレーした。この間レギュラーシーズン327試合及びプレーオフ39試合に連続出場していたが、1925年に病のため試合途中で退場した。
1926年3月に結核で死去した。
1910年から1925年までカナディアンズでプレーした唯一のゴールテンダーでありスタンレー・カップファイナルに5回出場（1919年のファイナルはシリーズ中にスペイン風邪でジョー・ホールが亡くなったため中止された。）、1916年、1924年の優勝に貢献した。また7シーズンに渡りリーグ最少失点の成績を残した。
NHLは彼の功績を称えて1926-1927年シーズンよりヴェジーナ賞（当初は最少失点の選手に、1981年からは各チームの監督、GMの投票）を創設した。
1945年にホッケーの殿堂が設立された際、最初に推薦された12人の1人となった。

## 人物
死後にカナディアンズの監督だったレオ・ダンドゥランドはヴェジーナには22人の子供がいると発言したことが報道されたが、これは移民してきたフランス系カナダ人の子供であったヴェジーナが英語が十分に話せなかったためであり、実際の子供は2人であった。